# Блу, Дэвид
Дэвид Блу (англ. David Blue, род. 17 января 1982, Лонг-Айленд) — американский актёр, продюсер и сценарист, родившийся в Нью-Йорке. Известен своим изображением Клиффа Сент-Пола в сериале «Дурнушка Бетти».

## Биография
Окончил университет Центральной Флориды в Орландо, получив степень бакалавра изящных искусств со специализацией в драматическом и музыкальном театре. Его первая главная роль была в фильме «Winter Follies» режиссёра Даррен Линн Боусман.
Дэвид был одним из восьми отобранных для программы учеников в театре актёра в Луисвилле, где он работал со многими известными художниками, такими как Дженнифер Хаббард и Салливан Канадей Вайт. Он также получил стипендию для обучения в Британской академии драматического искусства, но его карьера помешала ему.
В телесериале «Дурнушка» Блу играл фотографа Клиффа Пола. Перед этим Дэвид был занят работой в других фильмах, в том числе: «Вероника Марс», «Грязь» и популярной комедии Диснея «Всё тип-топ, или Жизнь Зака и Коди». Блу приобрёл много поклонников среди зрителей CBS, снявшись в телесериале «Лунный свет» в роли Гриффена Логана — одержимого технологиями вампира-отшельника-хакера, который часто помогает главному герою — Мику Сент-Джону. Одним из выступлений Блу было выступление в фильме «Мстители», комедийной пародии на вдохновляющие спортивные фильмы с Дэвидом Кэкнером, Мэттью Лоуренсом и Брэдли Купером в главных ролях.
В популярном телесериале на Syfy «Звёздные врата: Вселенная» Дэвида можно увидеть в роли безработного компьютерного гения Илая Уоллеса.

## Фильмография
| Актёр          | Актёр                              | Актёр         |
| Год            | Фильм                              | Роль          |
| -------------- | ---------------------------------- | ------------- |
| с 2009 по 2011 | Звёздные врата: Вселенная          | Илай Уоллес   |
| с 2008 по 2010 | Дурнушка                           | Клифф Пол     |
| с 2007 по 2008 | Лунный свет                        | Логан Гриффен |
| 2007           | Игра                               | Официант      |
| 2007           | Грязь                              | Тоби          |
| 2007           | Мстители                           | ЛаКросс       |
| 2007           | Это не может быть моей жизнью      | ЛаКросс       |
| 2006           | Вероника Марс                      | Резидент      |
| 2005           | Всё тип-топ, или Жизнь Зака и Коди | Д-р Чип       |
| 2004           | Тёмная реальность                  | парень Кэри   |
| 2002           | Клиника                            | Наркоман      |